# ودود مؤذن‌زاده اردبیلی
ودود مؤذن زاده اردبیلی نقاش، خواننده و نوازنده و پیکرتراش ایرانی است.

## زندگی
ودود مؤذن زاده اردبیلی  برادرزاده رحیم و فرزند سلیم موذن‌زاده اردبیلی به سال قرار ۱۳۳۹ در شهر اردبیل در خانواده‌ای مذهبی زاده‌شد. به لحاظ موروثی بودن صدای خوش در خانواده مؤذن‌زاده اردبیلی وی نیز از این موهبت بهره‌مند شد و از کودکی به فراگیری موسیقی مقامی در خانواده خود پرداخت.

## فعالیت در موسیقی
او در دو زمینه موسیقی ایرانی و موسیقی آذری فعالیت‌های چشمگیری دارد به‌طوری‌که در سال ۵۸ موسیقی ایرانی را نزد استادان (مرحوم ملت‌پرست، شاملو، آشتیانی) شروع کرده و از سال ۵۹ در چاووش به محضر استاد ناصح‌پور راه یافت و از محضر او بهره برد. هم‌زمان نزد استاد مظهری به فراگیری نواختن تار پرداخت و از سال ۶۵ به فراگیری علمی و آکادمیک موسیقی آذری پرداخت و از محضر استاد آغاخان عبدالله‌یف بهره‌مند شد و راه و روش وی را ادامه داد. وی در نتیجه مجالست و آشنایی با استادان بزرگ موسیقی آذربایجان همانند حاجی‌بابا حسین‌اف، یعقوب احمداف، رامیز قلی‌اف، عارف بابایف و سایر هنرمندان بزرگ آذربایجان موفق به اجرای شیوه‌های مختلف موسیقی مقامی آذربایجان شد و توانست آثار به یاد ماندنی را از خود به جای بگذارد تا حدی که رادیو دولتی آذربایجان (باکو) وی را سرآمد خوانندگان مقامی ایران قلمداد کرد. او به همراه استاد بزرگ کمانچه هابیل علی‌اف به اجرای کنسرت‌های متعددی در نقاط مختلف ایران پرداخت. ودود مؤذن ضمن تحقیق گسترده در موسیقی عاشیقی به فراگیری نواختن ساز قوپوز نزد استاد حیدری پرداخته‌است. وی از سال ۶۹ در واحد موسیقی صدا و سیما همکاری خود را آغاز کرده و در این مدت سرودهای مختلفی را اجرا و ضبط نموده‌است

## همکاری با ارکستر
ایشان از سال ۷۲ با ارکستر بزرگ نظامی دانشگاه نظام به عنوان تک‌نواز همکاری داشته و در جشنواره‌های مختلفی به اجرای برنامه پرداخته‌است. همچنین با تشکیل گروه سهند در مرکز سرود و آهنگ‌های انقلابی تالار وحدت از سال ۶۸ تا ۷۶ موفق به اجرای کنسرت‌هایی در نقاط مختلف ایران و خارج از کشور شد و از سال ۱۳۷۶ نیز با تشکیل گروه آراز به عنوان خواننده به فعالیت خود ادامه داده و توانست آثار ماندگاری را به‌خصوص در خارج از کشور اجرا نماید؛ ولی فعالیت‌های هنری او به موسیقی ختم نمی‌شود.

## نقاشی
او از نقاشان ایران میباشد که نمایشگاههای مختلفی در آمریکا، کانادا،فرانسه ، جمهوری آذربایجان و در ایران در شهرهای اردبیل،تبریز ، ارومیه ، رشت ، انزلی برگزار گردیده است. نمایشگاهی از آثار ایشان با 135 تابلواز موضوعات اجتماعی، جاذبه های طبیعی ایران و جمهوری آذربایجان و شخصیت های فرهنگی دو کشور، با همکاری وزارت فرهنگ و موزه جمهوری آذربایجان در سال ۱۳۹۷ در باکو برگزار گردید. . تا به حال ۴ مجلد از نمونه آثار ایشان به چاپ رسیده‌است.

از جمله شاگردان وی در عرصه نقاشی میتوان به فرهاد شیخ زاده اشاره نمود .

## دربارهٔ اذان شیخ کریم مؤذن زاده اردبیلی
پسران شیخ کریم، اذانی را که پدرشان در آواز بیات ترک ساخته بود، می‌خواندند. اما بیشتر از همه رحیم موذن‌زاده آن را می‌خواند به خصوص که بعد از مرگ پدر، او به جای شیخ کریم مؤذن مسجد امام شد. ودود موذن‌زاده فرزند سلیم موذن‌زاده اردبیلی، سومین نسل از این خانواده‌است که این اذان را می‌خواند. آن‌ها همه صدای خوبی دارند و راه شیخ کریم را دنبال کرده‌اند. ودود موذن‌زاده دربارهٔ ساخت این اذان می‌گوید: پدربزرگم شیخ کریم، مؤذن، مداح و تعزیه‌خوان بود اما موسیقی ایرانی را به خوبی می‌شناخت. آن دوره بیشتر مداحان و تعزیه‌خوان‌ها به خصوص آذری‌ها، موسیقی دستگاهی را می‌شناختند. مکتب‌خانه‌هایی بود که مداحان آنجا دوره می‌دیدند، البته نه به اندازه یک موسیقی‌دان بلکه تا اندازه‌ای که موسیقی اصیل و دستگاه‌های معروف آن را بشناسند و بتوانند اجرا کنند. شیخ کریم در جوانی اذان را بر اساس آواز بیات ترک می‌خواند. اذانی که شیخ کریم موذن‌زاده در مسجد امام بازار تهران اجرا کرد، آنقدر مورد توجه قرار می‌گرفت که رادیو آن را ضبط کرد. این اذان به گفته خانواده شیخ کریم اولین اذانی است که از رادیو پخش شده‌است. ودود موذن‌زاده ماجرای ضبط رادیویی اذان را این‌گونه تعریف می‌کند: پدرم می‌گوید سال هزار و سیصد و بیست و دو این اذان ضبط و از رادیو پخش شد تا سال سی و هفت هم پخش می‌شد. اما از آن به بعد، اذان پسر بزرگ شیخ کریم یعنی رحیم موذن‌زاده پخش شد. او پس از پدر در مسجد امام اذان می‌گفت. بعد هم در حوزه علمیه قم درس خواند و منبر خوان مسجد امام شد. سال‌ها آنجا منبر می‌گفت و بعد از منبرها به مناسبت‌هایی می‌خواند. قبل از این‌که شیخ کریم اذانی را در موسیقی آواز بیات ترک بخواند، تمام اذان‌ها عربی بود. او کار دشواری را به سرانجام رساند چرا که گنجاندن اذان در دستگاه‌های آذربایجانی، کار آسانی نیست. بعد از او هم تلاش‌های زیادی برای خواندن اذان‌های مشابه شد، اما هیچ‌کدام با موفقیت همراه نبود. اذان موذن‌زاده‌ها تنها اذان در دستگاه‌های موسیقی آذربایجانی است. خود من هم هفت سال پیش در مسابقه‌ای به کمک دوستانی که همه صاحب‌نظر موسیقی بودند، می‌خواستم در این اذان تغییر بدهم، اما هیچ کاری نتوانستم بکنم. انگار این اذان یک معجزه بود.

## آثار موسیقایی
- محراب شفق
- آرزو قیزیم
- ریحان
- ساری بلبل
- مهربان[۴]

## مجسمه‌سازی
او دورۀ تکمیلی مجسمه‌سازی را در کشور آذربایجان و از استادان بنام آموزش دیده است. مجسمه‌های از جنس برنز او از مشاهیر اردبیل در میدانهای مختلف شهر اردبیل نصب شده است.

## منبع
- پژوهشی در موسیقی اردبیل از برنامه عندلیب رادیو ایران به مورخه ۲۱ دی ماه ۱۳۹۹